# Дритан Кичи
Дритан Кичи, роден на 23 април 1967 г., е писател, публицист и филантроп. Той е роден в Елбасан. Той беше основополагащ редактор и главен редактор на списание PC World Albanian, заемаше длъжност до май 2009 г. По-късно работи като президент на Radical Multimedia и директор на телевизионния образователен сериал „Kompjuteri im“ в платформата Диджиталб. През май 2007 г. той беше избран в Съвета на директорите на Международната асоциация за заекване, където понастоящем заема позиция в Съвета на съветниците. Кичи е също президент на Албанския граждански клуб, организация, ангажирана с правата на гражданите и базираното в Брюксел правителство.